# Clemson
Clemson è una città degli Stati Uniti d'America, nello Stato della Carolina del Sud. Ha la peculiarità di estendersi in due contee: Pickens e Anderson.
È soprannominata Tigertown (città della tigre), il suo motto è In season, every season (In stagione, ogni stagione) ed è conosciuta perché vi ha sede la Clemson University.